# Berlin villamosvonal-hálózata
Berlin villamosvonal-hálózata egy nagyvárosi villamoshálózat Németország fővárosában, Berlinben. A világ egyik legrégebbi és a világ harmadik legnagyobb villamoshálózata (2017) a melbournei és szentpétervári után. Üzemeltetője 1929 óta a Berliner Verkehrsbetriebe (BVG). A normál nyomtávolságú hálózat hossza 193,6 km, melyen összesen 803 villamosmegálló található. A villamosok 600 V-os egyenáramról és felsővezetékről üzemelnek jelenleg, a 750 V egyenáramra való áttérés folyamatban van. Összesen 22 villamosviszonylat üzemel, melyek összhosszúsága 300 km körüli. 2018-ban a hálózat 204 millió utast szállított.
Berlinben 1865-ben nyílt meg az első lóvasút. A hálózatot a 19. század végére villamos üzeműre alakították át. A város megosztásával a BVG egy nyugati és egy keleti vállalkozásra osztódott, amelyeket 1992-ben újraegyesítettek. 1967-re az összes villamosvonalat bezárták Nyugat-Berlinben. A vonalak három kivételével, amelyeket a német újraegyesítés után meghosszabbítottak a város egykori nyugati területére, csak a korábbi Kelet-Berlin területén haladnak.

## Vonalak
| Vonal | Útvonal | Hossz (km-ben) | Megállók száma |
| ----- | --- | -------------- | -------------- |
| M01!  | Mitte, Am Kupfergraben – S+U Friedrichstraße – U Oranienburger Tor – S Hackescher Markt – U Rosenthaler Platz – U Eberswalder Straße – Schönhauser Allee/Bornholmer Straße – Pankow Kirche – Grabbeallee/Pastor-Niemöller-Platz – Niederschönhausen, Schillerstraße oder Rosenthal Nord                                                                                              | 12,4           | 39             |
| M02!  | S+U Alexanderplatz/Dircksenstraße – Mollstraße/Prenzlauer Allee – Prenzlauer Allee/Danziger Straße – Prenzlauer Allee/Ostseestraße – Am Steinberg – Heinersdorf | 06,5           | 18             |
| M04!  | S Hackescher Markt – S+U Alexanderplatz/Gontardstraße – Mollstraße/Otto-Braun-Straße – Greifswalder Straße/Danziger Straße – Antonplatz – Sulzfelder Straße – Prerower Platz – Falkenberg oder Hohenschönhausen, Zingster Straße | 11,4           | 29             |
| M05!  | Moabit, Lüneburger Straße – S+U Hauptbahnhof – U Naturkundemuseum – S Hackescher Markt – S+U Alexanderplatz/Gontardstraße – Mollstraße/Otto-Braun-Straße – Landsberger Allee/Petersburger Straße – S Landsberger Allee – Hohenschönhauser Straße – Alt-Hohenschönhausen – Gehrenseestraße – Prerower Platz – Hohenschönhausen, Zingster Straße                                       |                | 38             |
| M06!  | S Hackescher Markt – S+U Alexanderplatz/Gontardstraße – Mollstraße/Otto-Braun-Straße – Landsberger Allee/Petersburger Straße – S Landsberger Allee – Hohenschönhauser Straße – Landsberger Allee/Rhinstraße – Jan-Petersen-Straße – Hellersdorf, Riesaer Straße | 19,2           | 39             |
| M08!  | Moabit, Lüneburger Straße – S+U Hauptbahnhof – U Naturkundemuseum – S Nordbahnhof – U Rosenthaler Platz – Mollstraße/Prenzlauer Allee – Mollstraße/Otto-Braun-Straße – Landsberger Allee/Petersburger Straße – S Landsberger Allee – Roederplatz – Herzbergstraße/Siegfriedstraße – Allee der Kosmonauten/Rhinstraße – S Springpfuhl – Jan-Petersen-Straße – Ahrensfelde/Stadtgrenze |                | 40             |
| M10!  | Moabit, Lüneburger Straße – S+U Hauptbahnhof – U Naturkundemuseum – S Nordbahnhof – U Eberswalder Straße – Prenzlauer Allee/Danziger Straße – Greifswalder Straße/Danziger Straße – Landsberger Allee/Petersburger Straße – U Frankfurter Tor – S+U Warschauer Straße | 10,6           | 27             |
| M13!  | Wedding, Virchow-Klinikum – Schönhauser Allee/Bornholmer Straße – Prenzlauer Allee/Ostseestraße – Antonplatz – Hohenschönhauser Straße/Weißenseer Weg – Roederplatz – Loeperplatz – S+U Frankfurter Allee – S Warschauer Straße | 17,1           | 39             |
| M17!  | Falkenberg – Prerower Platz – Gehrenseestraße – Landsberger Allee/Rhinstraße – Allee der Kosmonauten/Rhinstraße – Treskowallee/Ehrlichstraße – Wilhelminenhofstraße/Edisonstraße – S Schöneweide | 15,5           | 32             |
| T12!  | Mitte, Am Kupfergraben – S+U Friedrichstraße – S Nordbahnhof – U Eberswalder Straße – Prenzlauer Allee/Ostseestraße – Antonplatz – Weißensee, Pasedagplatz | 10,7           | 28             |
| T16!  | S+U Frankfurter Allee – Loeperplatz – Roederplatz – Hohenschönhauser Straße – Landsberger Allee/Rhinstraße – Ahrensfelde/Stadtgrenze | 13,6           | 25             |
| T18!  | S Springpfuhl – Hellersdorf, Riesaer Straße | 13,6           | 20             |
| T21!  | S+U Lichtenberg/Gudrunstraße – Herzbergstraße/Siegfriedstraße – Loeperplatz – U Frankfurter Tor – Treskowallee/Ehrlichstraße – Wilhelminenhofstraße/Edisonstraße – S Schöneweide | 16,5           | 41             |
| T27!  | Krankenhaus Köpenick/Südseite – Schloßplatz Köpenick – Bahnhofstraße/Lindenstraße – Wilhelminenhofstraße/Edisonstraße – Treskowallee/Ehrlichstraße – Allee der Kosmonauten/Rhinstraße – Landsberger Allee/Rhinstraße – Hauptstraße/Rhinstraße – Sulzfelder Straße – Weißensee, Pasedagplatz                                                                                          | 20,7           | 45             |
| T37!  | S+U Lichtenberg/Gudrunstraße – Herzbergstraße/Siegfriedstraße – Allee der Kosmonauten/Rhinstraße – Treskowallee/Ehrlichstraße – Wilhelminenhofstraße/Edisonstraße – S Schöneweide | 11,3           | 23             |
| T50!  | Wedding, Virchow-Klinikum – Schönhauser Allee/Bornholmer Straße – Pankow Kirche – Französisch Buchholz, Guyotstraße | 14,4           | 32             |
| T60!  | Johannisthal, Haeckelstraße – S Schöneweide – Wilhelminenhofstraße/Edisonstraße – Bahnhofstraße/Lindenstraße – S Friedrichshagen – Friedrichshagen, Altes Wasserwerk |                | 35             |
| T61!  | Adlershof, Karl-Ziegler-Straße – Schloßplatz Köpenick – Bahnhofstraße/Lindenstraße – S Friedrichshagen – Rahnsdorf/Waldschänke | 15,1           | 31             |
| T62!  | Wendenschloß – Schloßplatz Köpenick – Bahnhofstraße/Lindenstraße – S Köpenick – Mahlsdorf-Süd – S Mahlsdorf | 12,2           | 31             |
| T63!  | Adlershof, Karl-Ziegler-Straße – Schloßplatz Köpenick – Bahnhofstraße/Lindenstraße – S Köpenick – Mahlsdorf-Süd – Mahlsdorf, Rahnsdorfer Straße |                | 26             |
| T67!  | Krankenhaus Köpenick, Südseite – Schloßplatz Köpenick – Bahnhofstraße/Lindenstraße – Wilhelminenhofstraße/Edisonstraße – S Schöneweide | 08,1           | 19             |
| T68!  | S Köpenick – Bahnhofstraße/Lindenstraße – Schloßplatz Köpenick – S Grünau – Alt-Schmöckwitz | 14,5           | 27             |

## Képek

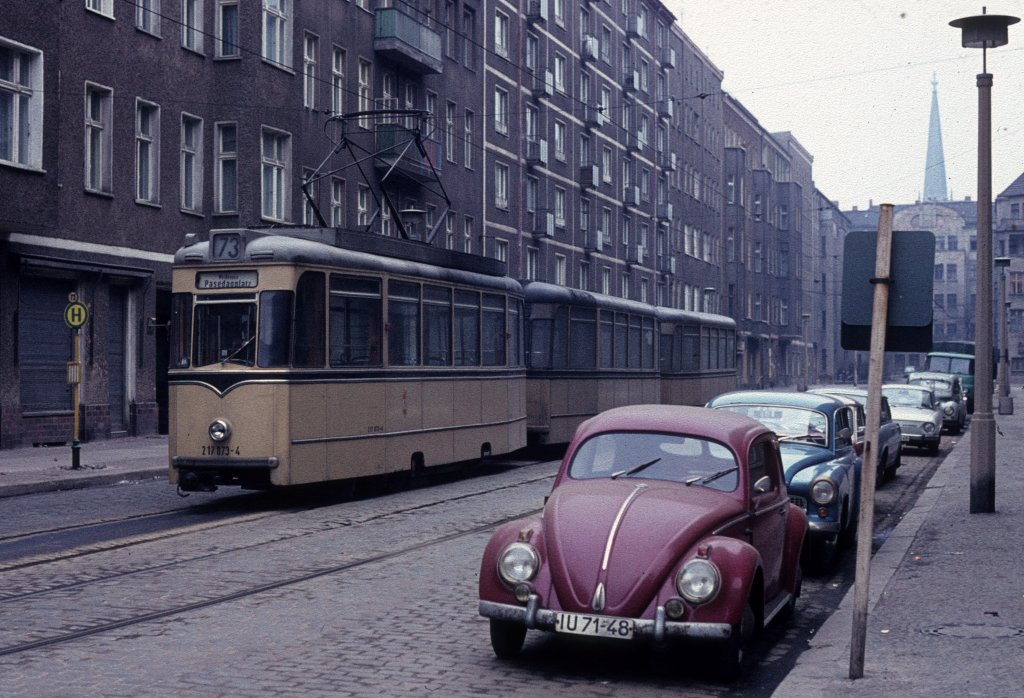
Villamos 1974. február 17-én
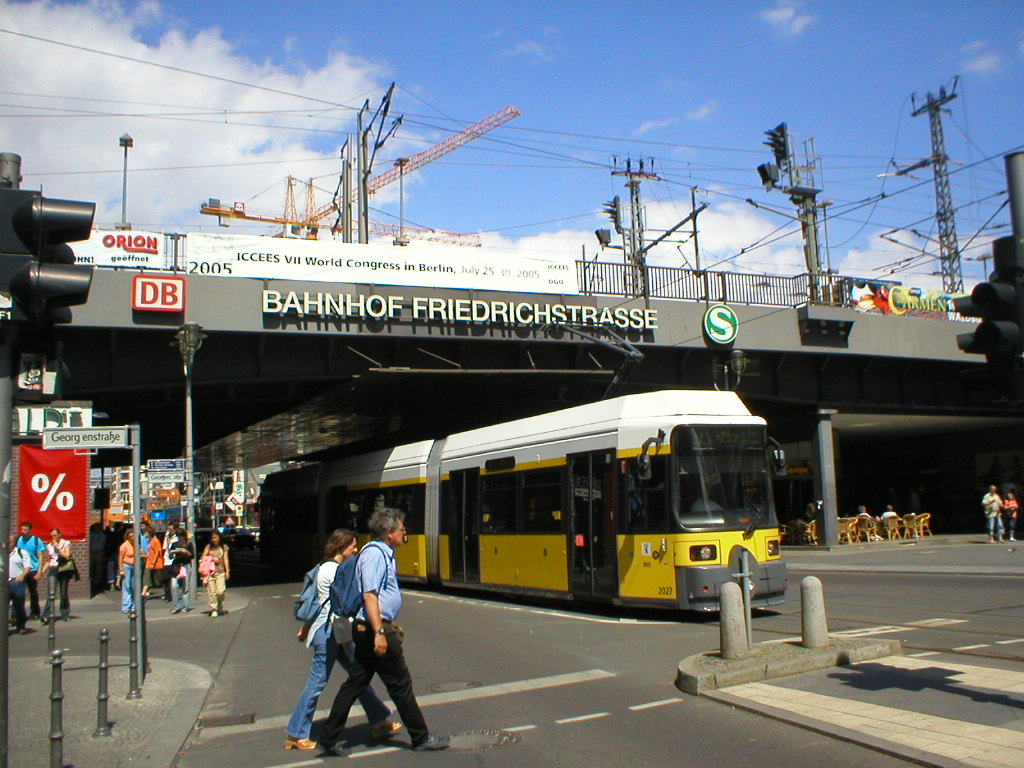
Villamos Berlin Friedrichstraße állomásnál
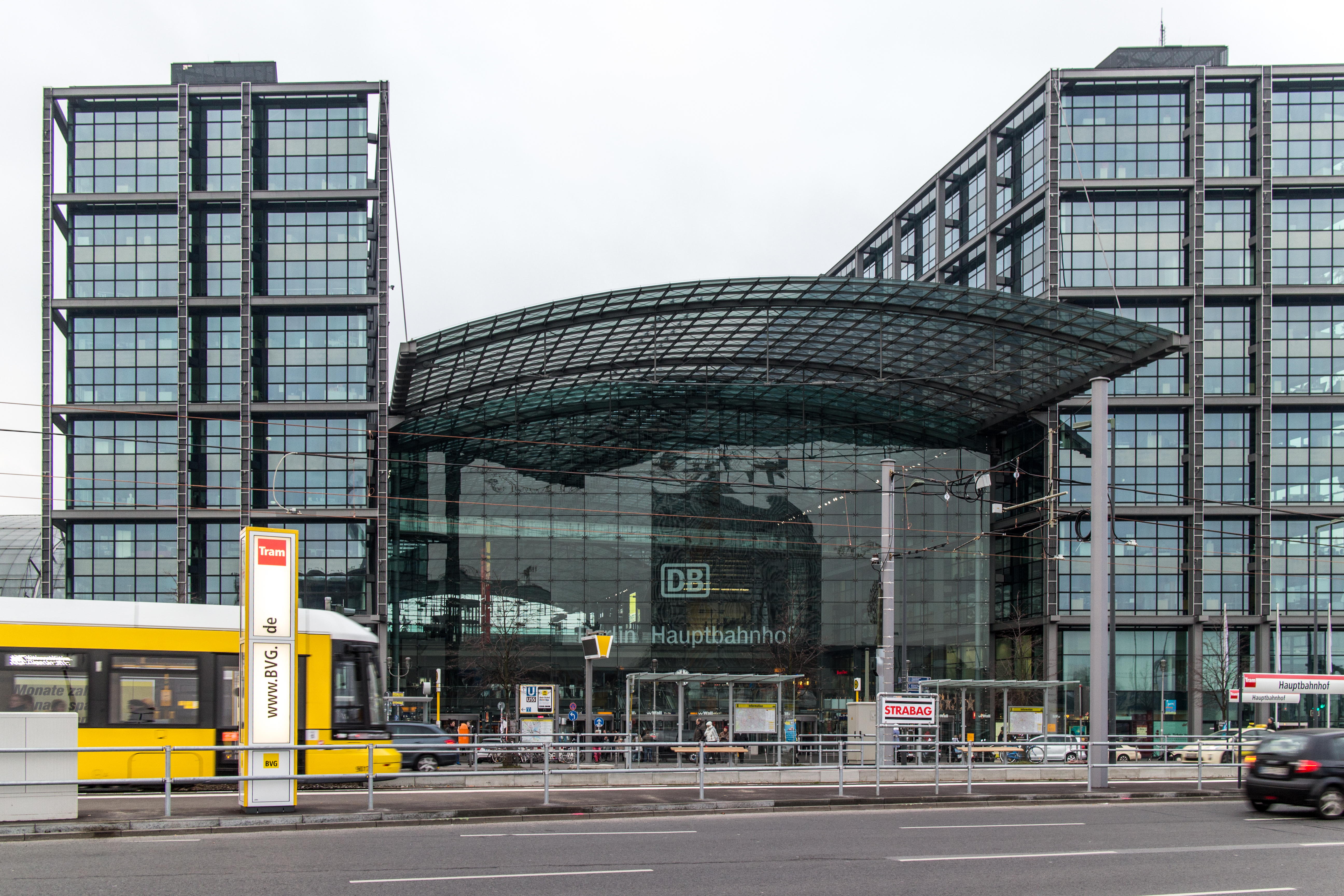
Villamos Berlin főpályaudvara előtt
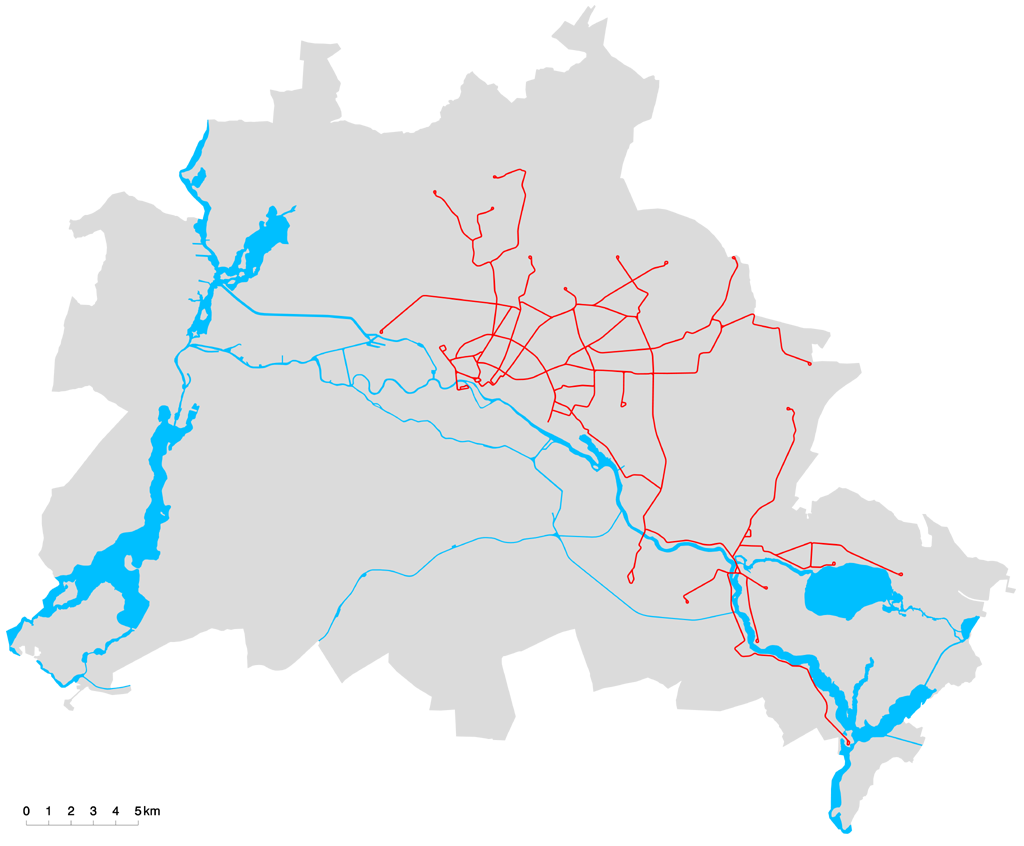
Berlin villamoshálózata. Jól látható, hogy Nyugat-Berlinbe csak három vonal nyúlik át
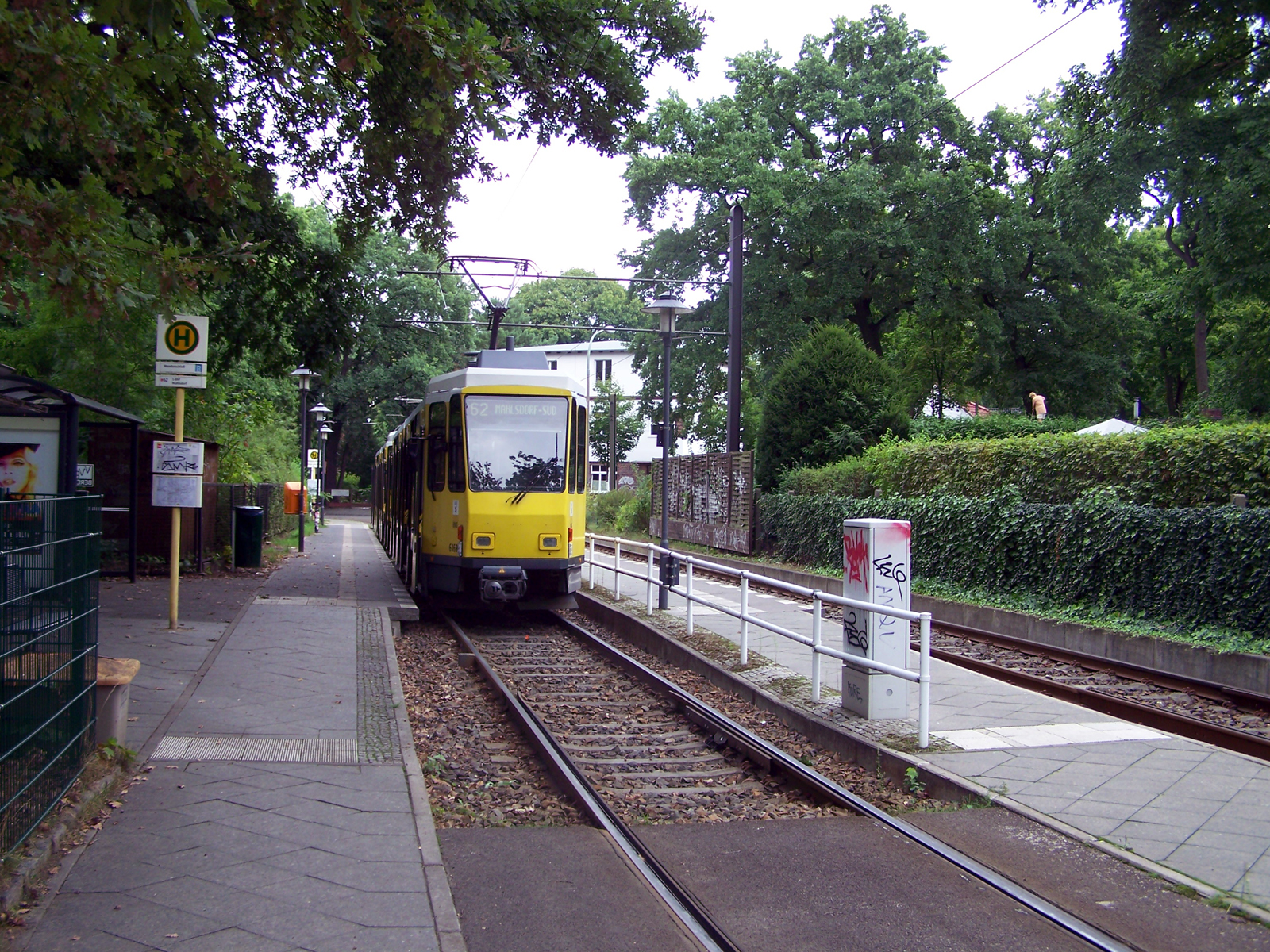
Villamosmegálló
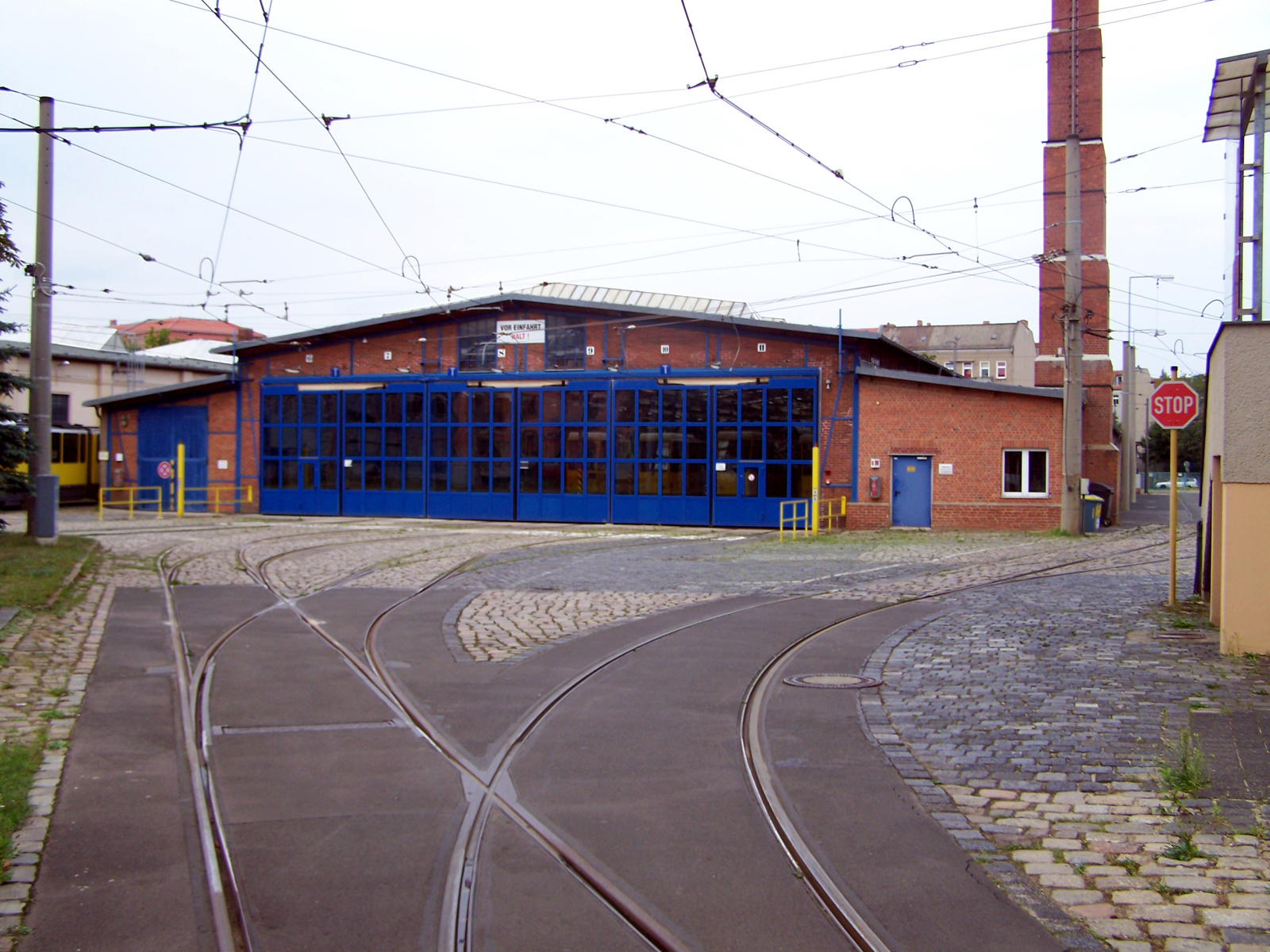
Villamoskocsiszín